# Цабар, Шимон
Шимон Цабар (5 апреля 1926 Тель-Авив — 19 марта 2007 Лондон) — израильский публицист, сатирик, художник, поэт и политический активист левой направленности. С 1967 года проживал в Великобритании, покинув Израиль в знак протеста против оккупации Западного берега реки Иордан и Сектора Газа.

## Ранние годы и работа в израильской прессе
Шимон Цабар родился в Тель-Авиве в подмандатной Палестине. Его родители занимались птицеводством. Он получил образование в религиозной еврейской школе. В 15 лет поступил в художественную школу. Состоял в молодёжной организации сионистов-ревизионистов Бейтар, однако не был принят в военизированную группировку правых сионистов Иргун, поскольку ставил под сомнения её взгляды.
В годы мандата он за свою деятельность был заключён британцами в тюрьме Латруне. Позже он примкнул к военизированной группировке сионистов-ревизионистов «ЛЕХИ». В дальнейшем его выгнали из «ЛЕХИ», поскольку Цабар высказывался за идею совместного двунационального государства евреев и арабов. После этого Цабар вступил в Пальмах.
В ходе арабо-израильской войны 1948 года, Цабар был ранен в боях за Иерусалим. Примерно в то же время он вступает в израильскую коммунистическую партию, но через несколько лет он её покидает, аргументируя это тем, что ему «стало там скучно». Во время пребывания в коммунистической партии он знакомится со своей женой Наоми.
До 1967 года Цабар работал графическим редактором в армейском журнале Бамахане, а позже карикатуристом и публицистом в газете Хаарец и в оппозиционном журнале «Ха-олям ха-зэ».
Он принимал участие в войне за независимость Израиля, в войне с Египтом 1956 года и в Шестидневной войне.

## После 1967 года
22 сентября 1967 года, Цабар опубликовал в газете «Хаарец» воззвание (подписанное ещё одиннадцатью людьми), в котором писал:
Наше право защищать себя от уничтожения не даёт нам право притеснять других. Оккупация влечёт за собой иностранное правление. Иностранное правление вызывает сопротивление. Сопротивление вызывает репрессии. Репрессии вызывают террор и контро-террор. Жертвы террора — в основном невиновные люди. Удержание оккупированных территорий превратит нас в нацию убийц и жертв убийств. Давайте уйдём с оккупированных территорий немедленно.
В декабре 1967 года Цабар покидает Израиль и направляется в Лондон, по его словам для того, что бы «попытаться мобилизовать мировое мнение против оккупации». Там, вместе с группой единомышленников, он начинает издавать сатирическо-публицистический журнал «Israel Imperial News» («Израильские имперские новости»). Журнал получил положительные отзывы в британской прессе и вызвал негативную реакцию в Израиле..
В своих публикациях он подвергал критики некоторые левые израильские организации, такие как «Гуш Шалом» и «Шалом Акшав». Он определял себя как «ивритоязычный палестинец».
В 1972 году Цабар опубликовал книгу «The White Flag Principle: How to Lose a War and Why» — «Принцип Белого флага: Как проиграть войну и для чего это нужно».
В 2004 году он издал сатирический буклет «(Much Better Than) the Official Michelin Guide to Israeli Prisons, Jails, Concentration Camps and Torture Chambers» — «(Намного лучше чем) Официальный путеводитель Michelin по израильским тюрьмам, концентрационным лагерям и камерам пыток». За использование стандартного формата путеводителей Michelin, фирма Michelin подала на него в суд, но позже отозвала свой иск.
Всего за свою жизнь Цабар издал около 28 книг.
Он был так же известен как миколог-любитель и открыл по крайне мере один новый вид грибов.